# Червена Кабала
Червената Кабала (на руски: Красная Каббала) е памфлет от Григорий Климов, продължение на „Протоколи на Съветските мъдреци“.
Създадена в резултат на 35-годишна сериозна изследователска работа.
Чрез тази творба, според автора ѝ, ние можем да разберем по-добре сполетелите ни беди и сатанинската вакханлия на посткомунистическото ни съвремие.